# Lidtke
Lidtke was een Russische automobielbouwer.
De in 1901 begonnen productie van auto's van Georges Richard in licentie door de Fabrika Velosipedov i Avtomobilei E. L. Lidtke. Men verkocht de auto's als Union of Richard Union. Het werd geen groot succes en in 1902 stopte de productie. Productie vond plaats in Sint-Petersburg.